# BET
Black Entertainment Television — американський кабельний телеканал, який належить BET Networks, підрозділу Viacom. Як найбільш відома телевізійна мережа, орієнтована на афроамериканських глядачів, BET доступний для перегляду 88 млн американських домогосподарств.
Канал був запущений Джоном Мелоуном 25 січня 1980 і мовив в рамках двогодинного блоку аж до 1983. У 1983 році канал став повноцінною мережею, а його контент включав повтори афро-ситкомів і музичні кліпи. В 1988 BET запустив власні новини, а в 1991 мережа стала першою компанією з афроамериканцями на управлінських постах, яка отримала індекс на Нью-Йоркській фондовій біржі. 2001 року мережа стала частиною медіа-конгломерату Viacom. Починаючи з 2000-х, канал почав розвивати власні оригінальні програми зі сценарієм, включаючи телефільми, ситкоми (такі як «Гра»), а в 2013 році і перший драматичний серіал «Бути Мері Джейн».

## Критика
Телеканал піддавався посиленій критиці за просування найгірших стереотипів про афроамериканців, як аморальних злочинців, наркоманів та людей зі зниженою соціальною відповідальністю у прагненні залучити більше аудиторії за рахунок скандальності та сенсаційності телепрограм. Враховуючи, що BET є найпопулярнішим телеканалом серед афроамериканців, творців звинувачували в тому, що вони привчають афроамериканських дітей до асоціальної поведінки, демонструючи найгірші зразки для наслідування, а також що вони увічнюють расистські стереотипи про чорних, враховуючи, що серед аудиторії безліч білих та нечорних глядачів. Проти телеканалу протестували багато чорношкірих знаменитостей, у тому числі телеканал досить жорстко критикувався в мультсеріалі «Гетто».